# 王尚志
王尚志（1477年—？），字承尹，號丹江，河南南陽府鄧州淅川縣人，軍籍，明朝政治人物。

## 生平
正德二年（1507年）丁卯科河南鄉試第八名舉人。正德十二年（1517年）中式丁丑科會試第三百三十六名，登第二甲第一百一十三名進士。通政司观政，授刑部主事，復除户部主事，升员外郎，出为山东按察司佥事。

## 家族
曾祖王志高；祖父王讓；父王浩，曾任知縣。母李氏。慈侍下。兄尚忠（监生）、王譽。